# Tethionea hollandiae
Tethionea hollandiae är en skalbaggsart som beskrevs av J. Linsley Gressitt 1951. Tethionea hollandiae ingår i släktet Tethionea och familjen långhorningar. Inga underarter finns listade i Catalogue of Life.